# Siphocampylus columnae
Siphocampylus columnae är en klockväxtart som först beskrevs av Carl von Linné d.y., och fick sitt nu gällande namn av George Don jr. Siphocampylus columnae ingår i släktet Siphocampylus och familjen klockväxter. Inga underarter finns listade i Catalogue of Life.